# Braddan

De parochie Braddan

Braddan (Iers: "Naomh Breandán" Saint Brendan of Clonfert "de Zeevaarder") is een parochie in het midden van het eiland Man. Ze strekt zich uit langs de parochies Michael en Lezayre in het noorden en grenst ook aan de parochies German, Marown en Onchan en in het zuiden aan de parochie Santon. 
Het noordelijk deel van de parochie is bergachtig, het zuiden is vlakker en daar bevinden zich de zuidelijke buitenwijken van de stad Douglas. De rivier Middle stroomt bij Kewaigue - Oakhill door de parochie. Daar bevindt zich ook de beroemde Fairy Bridge. 
De parochiekerk uit 1876 is ontworpen door John Loughborough Pearson. De voormalige parochiekerk, bekend als Old Kirk Braddan uit de twaalfde/dertiende eeuw bestaat nog en huisvest een aantal middeleeuwse kruisen.
Een halte van de eerste spoorlijn van de Isle of Man Railway naar Peel kreeg de naam "Braddan Bridge Halt". De halte werd niet regelmatig gebruikt, maar meestal wel voor de openluchtdiensten in de nabijgelegen kerk, waarvoor extra treindiensten werden ingepast. Braddan werd toen veel bezocht door toeristen uit Douglas, maar de kerkdiensten werden ook bezocht door de bezoekers van de TT. 
Het station is inmiddels afgebroken en het oude stationsgebouw werd hergebruikt als station van Colby. Tegenwoordig herinnert niets meer aan de spoorlijn die hier ooit lag.
Het bestuurlijke parochiedistrict Braddan omvat de hele parochie behalve de delen die tot de gemeente Douglas behoren. De kerkelijke parochie omvat ook delen van Douglas. De kerkelijke parochies St George, St Barnabas, St Matthew, St Thomas en St Ninian in Douglas werden pas in de 19e en 20e eeuw gesticht. Op 1 november 2012 werd een gebied tussen de Middle rivier en Douglas overgedragen aan de parochie St Matthew en een gebied tussen Mount Murray en Port Walberry werd overgedragen aan de parochie Santon. 
In de parochie Braddan ligt ook Braddan Bridge, die deel uitmaakt van de Snaefell Mountain Course, het stratencircuit dat wordt gebruikt voor de Manx Grand Prix en de Isle of Man TT.

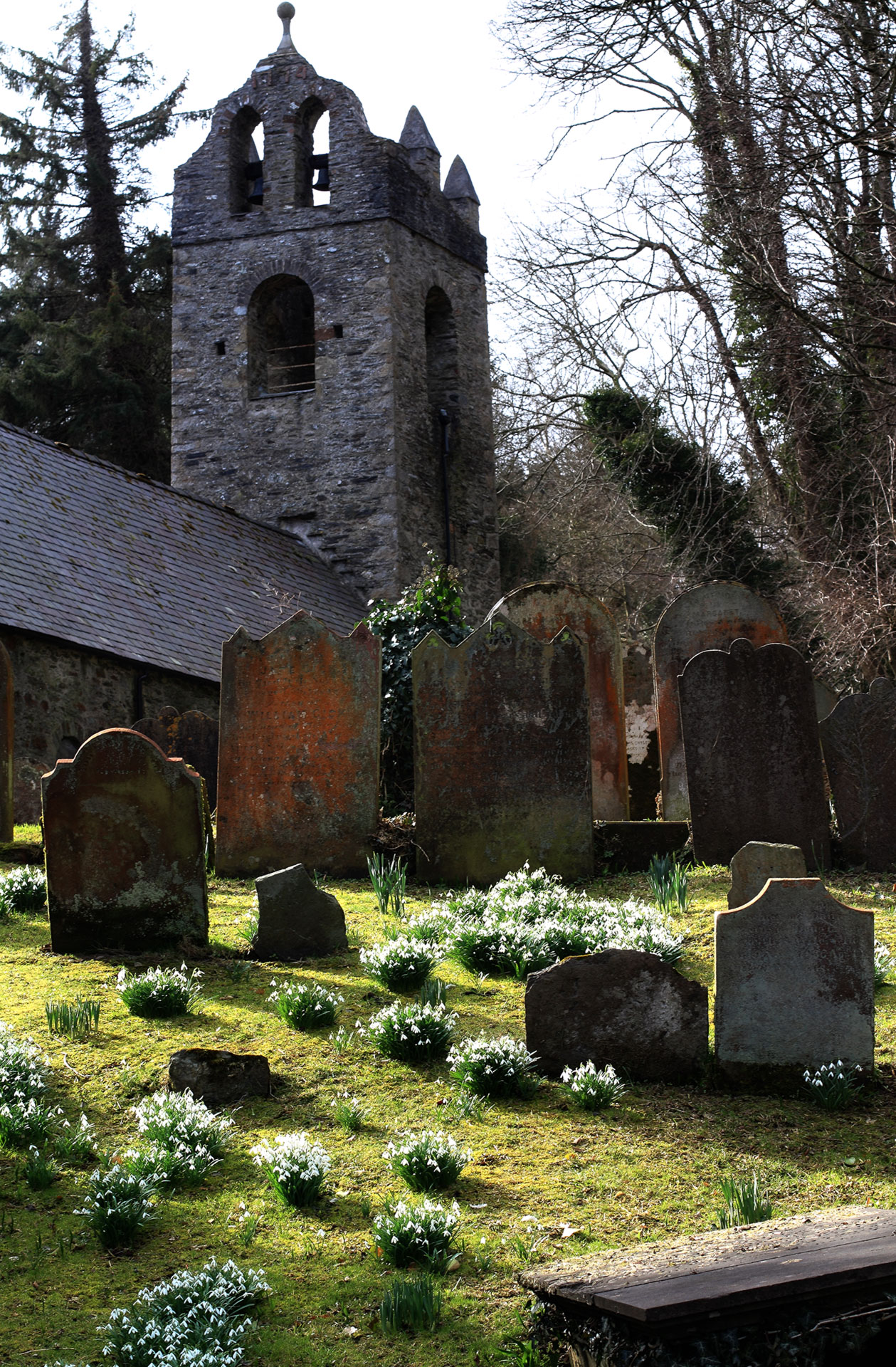
Old Kirk Braddan
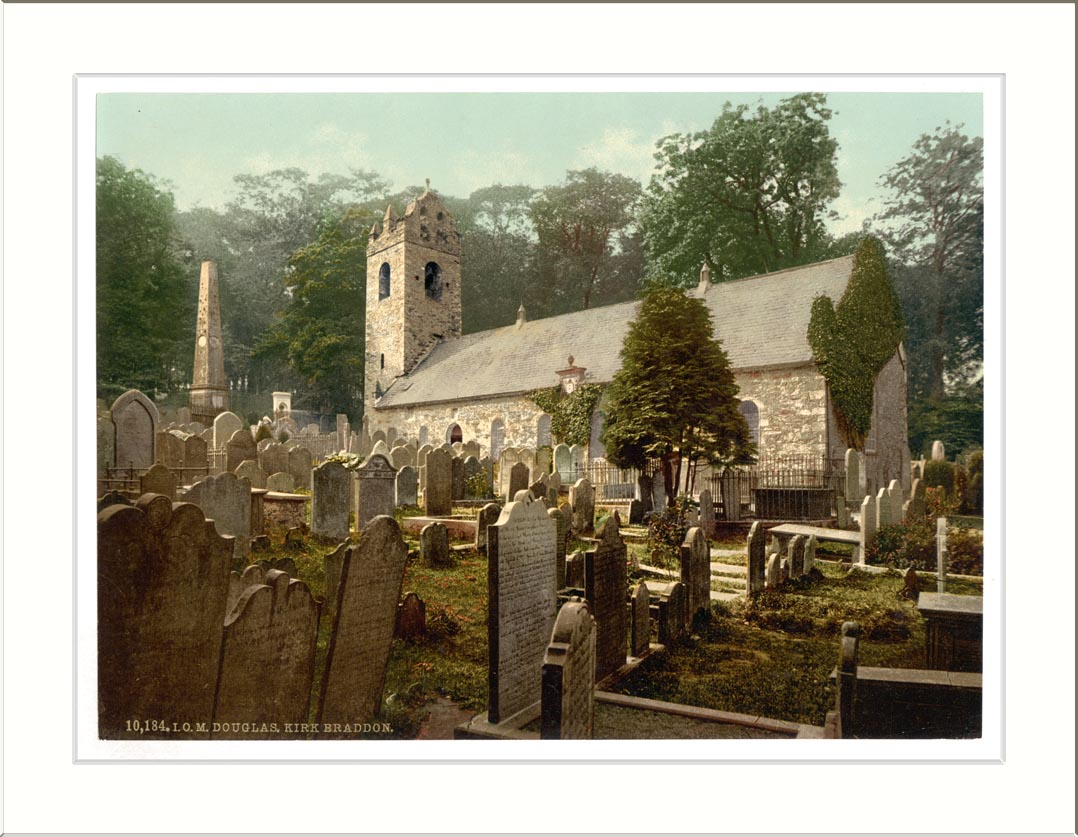
Oude foto van de Old Kirk Braddan
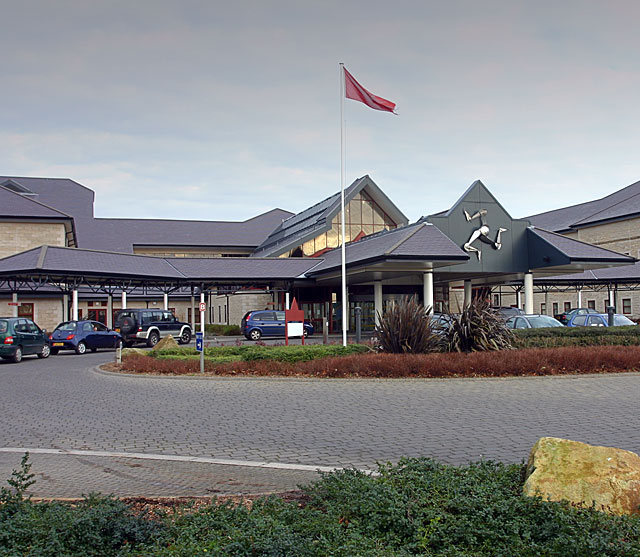
Noble's Hospital in Braddan werd in 2003 geopend. Het voormalige ziekenhuis met dezelfde naam lag in Douglas